# パチプレTV-R
『パチプレTV-R』（パチプレティーヴィーアール）は、かつて熊本朝日放送ほかで放送されていたパチンコ・パチスロ情報番組である。
2018年3月27日深夜（28日未明）の放送をもってレギュラー放送を休止し、不定期特番に移行した。なお、熊本放送で放送されていた『パチンコ研究所』も、この番組の休止した3ヶ月後の2018年6月25日0:50からの放送分をもって休止となった。
レギュラー放送休止後は、2018年12月30日日曜日23:59に特番を放送した。また、2019年4月28日日曜日1:25より特番を放送予定である。

## 概要
1995年から1996年まで放送されていた『パチプレTV』の後継番組として1998年に放送開始。2009年4月からはハイビジョン制作になった。出演者はほぼ熊本のローカルタレントで占められている。
九州地区で発売されていたパチンコ・パチスロ情報誌『パチンコプレス』のテレビ版としてスタートしたが（タイトルの「パチプレ」は「パチンコプレス」の略）、2011年に『パチンコプレス』が廃刊となったために関係は切れている。

## 番組内容
番組前半では新台紹介を行い、後半では特集としてショールームやスポンサーホールで収録された企画物を放送する。
TAIMAN
「一定時間内に複数の大当たりを引く」など、達成の可能性が薄いミッションにレギュラーが挑む。
鯱リーグ
レギュラー出演者が2人1組でチームを組み、パチンコ遊技で対戦する。優勝チームは、番組スタジオのセットにパチンコ・パチスロ機を提供しているニューギンの本社がある名古屋での番組収録に参加できる。

## 出演者
- 司会：奥田圭・岩清水愛[2]
- レギュラー：ばってん城次、真猿、米嵜勲、中村久美、イタガキ(そり・足利ぽん)
- ナレーター：田中洋平

## 放送局
※2018年3月27日（最終回）時点
| 放送対象地域 | 放送局       | 放送系列       | 放送時間           | 備考 |
| ------------ | ------------ | -------------- | ------------------ | ---- |
| 熊本県       | 熊本朝日放送 | テレビ朝日系列 | 火曜 25:15 - 25:45 |      |

### 過去のネット局
| 放送対象地域 | 放送局               | 放送系列       | 放送時間           | 備考                                   |
| ------------ | -------------------- | -------------- | ------------------ | -------------------------------------- |
| 青森県       | 青森朝日放送         | テレビ朝日系列 | 土曜 25:00 - 25:30 | 2007年10月6日から2009年3月28日まで放送 |
| 日本全域     | パチンコ★パチスロTV! | CS放送         | 月曜 20:00 - 20:30 | 2015年3月30日まで放送                  |